# Pene de zbor
Penele de zbor (Pennae volatus)  sunt penele lungi, rigide de pe aripile și coada păsărilor; cele de pe aripi se numesc remige, în timp ce cele de pe coada sunt numite rectrice. Ele sunt pene de înaltă specializare care servesc pentru zbor. Remigele sunt penele mari ale aripilor, inserate pe muchia posterioară a aripilor de-a lungul oaselor brațului, antebrațului și ale autopodului și servesc la baterea aerului în timpul zborului. Rectricele sunt penele mari și puternice ale cozii, fixate în țesutul cărnos ce acoperă pigostilul (ultimele 4-6 vertebre codale sudate între ele) și servesc drept cârmă în timpul zborului și ca mijloc de frânare la aterizare.